# Deep Water (película de 2022)
Deep Water es una película de suspense psicológico dirigida por Adrian Lyne, basada en la novela homónima de Patricia Highsmith, con un guion de Zach Helm y Sam Levinson. La película está protagonizada por Ben Affleck y Ana de Armas, con Tracy Letts, Rachel Blanchard, Lil Rel Howery, Finn Wittrock, Jacob Elordi, Kristen Connolly y Dash Mihok interpretando papeles secundarios. 20th Century Studios iba a estrenar la película en los Estados Unidos el 14 de enero de 2022, pero finalmente fue estrenada en Hulu el 18 de marzo de 2022, luego de varios retrasos debido a la pandemia de COVID-19.

## Sinopsis
Vic y Melinda Van Allen son una pareja con una hija que vive en el pequeño pueblo de Little Wesley, Louisiana. Su matrimonio sin amor se mantiene unido solo por un arreglo precario por el cual, para evitar los trámites del divorcio, a Melinda se le permite tener cualquier cantidad de amantes siempre que no abandone a su familia. Vic le dice a uno de sus amantes que asesinó al anterior. La historia flota alrededor de su grupo social, lo que hace que el amante se aleje y genera dudas sobre la verdad de la historia. El siguiente amante de Melinda se ahoga en una fiesta a la que asiste Vic, y el siguiente, Tony, es asesinado por Vic, quien arroja el cuerpo a un arroyo. Don Wilson, que sospechaba de Vic, ve a éste con el cuerpo de Tony, pero Don muere mientras conduce imprudentemente su automóvil con Vic persiguiéndolo. Melinda encuentra la billetera de Tony con su identificación en uno de los tanques de caracoles de Vic, lo que confirma el conocimiento de éste sobre el paradero de Tony. Melinda quema los documentos de identidad de Tony, lo que sugiere que tiene la intención de quedarse con Vic cuando regrese a casa.

## Reparto
- Ben Affleck como Vic Van Allen, el esposo de Melinda
- Ana de Armas como Melinda Van Allen, esposa de Vic
- Tracy Letts como Lionel
- Rachel Blanchard como Maggie
- Lil Rel Howery como Miles
- Finn Wittrock como Tony
- Jacob Elordi como Ricky
- Kristen Connolly como Kelly
- Dash Mihok como Tom
- Jade Fernandez como Jennifer
- Michael Braun como Jeff Peterson
- Michael Scialabba como Kevin Washington

## Producción
El proyecto comenzó a desarrollarse en 2013, con Adrian Lyne a cargo de la dirección y Fox 2000 Pictures a cargo de la financiación. Fox 2000 vendió los derechos a New Regency en 2018. En agosto de 2019, el proyecto tuvo nuevos avances; Ben Affleck y Ana de Armas acordaron protagonizarlo, y Walt Disney Studios Motion Pictures aceptó encargarse de la distribución a través de su sello 20th Century Fox. En octubre de 2019, Tracy Letts y Rachel Blanchard se unieron al reparto de la película.
El rodaje comenzó en Nueva Orleans el 4 de noviembre de 2019, con las incorporaciones de Dash Mihok, Lil Rel Howery, Jacob Elordi, Kristen Connolly, Jade Fernandez y Finn Wittrock al reparto. En diciembre de 2019, Michael Braun se incorporó al reparto de la película.